# Рупите - Струмешница
Рупите – Струмешница е защитена зона от Натура 2000 по Директивата за местообитанията (BG0001023).
Защитената зона обхваща площ от 10 458,7438 хектара по поречието на реките Струмешница, Струма, Склавска и Жълтата вода. Долината на река Струмешница е едно от най-значимите естествени находища на източен чинар (Platanus orientalis) в България. Разпространена е и черната елша (Alnus glutinosa). Това е единствената защитена зона в Западна България, където се опазва Mauremys caspica. Храстовидната растителност по склоновете и речните долини е естествено местообитание на леопардов смок (Elaphe situla), ивичест смок (Elaphe quatorlineata), шипобедрена костенурка (Testudo graeca) и шипоопашата костенурка (Testudo hermanni).

## Цели на опазване
Целите на опазване в защитената зона са:
- Запазване на площта на природните местообитания и местообитанията на видове и техните популации, предмет на опазване в рамките на защитената зона.
- Запазване на естественото състояние на природните местообитания и местообитанията на видове, предмет на опазване в рамките на защитената зона, включително и на естествения за тези местообитания видов състав, характерни видове и условия на средата.
- Възстановяване при необходимост на площта и естественото състояние на приоритетни природни местообитания и местообитания на видове, както и на популации на видовете, предмет на опазване в рамките на защитената зона.

## Фауна
В защитената зона се срещат широкоух прилеп (Barbastella barbastellus), европейски вълк (Canis lupus), видра (Lutra lutra), дългокрил прилеп (Miniopterus schreibersi), дългоух нощник (Myotis bechsteini), остроух нощник (Myotis blythii), дългопръст нощник (Myotis capaccinii), трицветен нощник (Myotis emarginatus), голям нощник (Myotis myotis), средиземноморски подковонос (Rhinolophus blasii), южен подковонос (Rhinolophus euryale), голям подковонос (Rhinolophus ferrumequinum), малък подковонос (Rhinolophus hipposideros), пъстър пор (Vormela peregusna), жълтокоремна бумка (Bombina variegata), ивичест смок (Elaphe quatuorlineata), леопардов смок (Elaphe situla), обикновена блатна костенурка (Emys orbicularis), южна блатна костенурка (Mauremys caspica), шипобедрена костенурка (Testudo graeca), шипоопашата костенурка (Testudo hermanni), голям гребенест тритон (Triturus karelinii), распер (Aspius aspius), маришка мряна (Barbus plebejus), обикновен щипок (Cobitis taenia), европейска горчивка (Rhodeus sericeus amarus), ручеен рак (Austropotamobius torrentium), бисерна мида (Unio crassus), ценагрион (Coenagrion ornatum), торбогнездница (Eriogaster catax), лицена (Lycaena dispar).